# Giuseppe Venanzio Marvuglia
Giuseppe Venanzio Marvuglia (Palerm, 1729 - 1814) va ser un arquitecte sicilià del període Barroc.
Va rebre la seva primera formació professional a Palerm, per després traslladar-se a Roma, entre 1747 i 1759. Cap al final de la seva estada un corrent de joves arquitectes i dissenyadors dintre del cercle de l'Acadèmia francesa a Roma van començar a allunyar-se dels ornaments del barroc per adherir a formes més clàssiques i simples sota la influència de l'arquitecte Winckelmann, protegit del cardenal Alessandro Albani.
Marvuglia va guanyar el segon premi en un concurs organitzat per l'Accademia di San Lucca, per a una plaça. El seu accés té en el centre un edifici de cúpula circular, reminiscència del Panteó romà, però amb detalls del barroc a les columnes i escultures.
Després del seu retorn a Sicília, va treballar en la reconstrucció del monestir de "San Martino dell Scale", a les muntanyes properes a Palerm. Mentre ho dissenyava en estil barroc, era evident que les tendències de la moda s'acostaven al neoclassicisme, aconseguint finalment una síntesi que va incloure línies rectes i formes pures en oposició a les façanes corbes i línies de coberta retallades típiques del barroc sicilià.